# 40mm kanón typu 5
40mm kanón typu 5 byl protiletadlový automatický kanón japonského císařského námořnictva s hlavní délky 60 ráží (2400 mm) z konce druhé světové války. Jednalo se o modifikovanou kopii ukořistěných britských 40mm kanónů Bofors, kterých se Japonci zmocnili v Singapuru, ale které nedokázali masově nasadit.

## Označení
Podle reportu 0-47(N)-2 byl japonský 40mm kanón označován jako typ 5, tedy podle roku 2605 císařského kalendáře (1945 gregoriánského). Vedle toho ale 0-47(N)-2 uvádí, že závěr (po kterém se zpravidla přebíralo označení celé zbraně) byl „typu 5 (rok 1943)“. Roku 1943 by ale mělo odpovídat označení „typ 3“. DiGiulian k tomu dodává, že nesrovnalost v označení mohla být způsobena chaosem v přidělování typových čísel v pozdější fázi války, protože vzhledem ke zkušebním střelbám v roce 1943 by měl kanón nést označení 40mm kanón typu 3.

## Historie
Když se počátkem roku 1942 Japonci zmocnili Singapuru, dostaly se jim do rukou i jednohlavňové vzduchem chlazené 40mm kanóny Bofors v manuálně ovládaných lafetacích. Japonci již ve třicátých letech uvažovali o získání této 40mm zbraně, ale nedostali se dál, než k technickým údajům v katalogu výrobce.
Podle ukořistěných kusů byl v Japonsku zhotoven prototyp nové zbraně, která vycházela z britské jednohlavňové manuálně ovládané lafetace. Na jaře 1943 přistoupilo císařské námořnictvo ke cvičným střelbám na střelnici Torigasaki v rámci jokosuckého námořního arzenálu. Sériovou výrobu prováděly jokosucký arzenál a manufaktura Hitači v Hitači. V říjnu 1944 byla zahájena sériová výroba rychlostí pěti až sedmi kusů měsíčně. Masového nasazení se ale japonské čtyřicítky nedočkaly. Jediným plavidlem císařského námořnictva, které bylo vybaveno 40mm kanóny typu 5, se stala minonoska Kamišima. Ta byla přijata do služby 30. července 1945 a žádných bojových akcí se již nezúčastnila. 40mm kanóny měly být vyzbrojeny i čluny pro obranu pobřeží typu A a B, ale žádný z nich nebyl dokončen.

## Popis
40mm kanón typu 5 vycházel ze svého britského vzoru. Vzduchem chlazená hlaveň byla vyrobena z monobloku, prodloužena na 2400 milimetrů a opatřena tlumičem zášlehu od firmy Rheinmetall. Report 0-47(N)-2 toto řešení hodnotí jako nedostatečné. Další nevýhody typu 5 byly nízká kvalita výroby součástí, která vedla k zasekávání zbraně, a nevhodné zapalovače v použité munici, které snižovaly efektivní dostřel na 3000 metrů.
40mm kanón typu 5 byl lafetován v jednohlavňových manuálně ovládaných palpostech.